# Le Stratège
Pour les articles homonymes, voir Stratège (homonymie).
Cet article concerne le film de Bennett Miller. Pour le livre de Michael Lewis dont il est adapté, voir Moneyball: The Art of Winning an Unfair Game.
Pour plus de détails, voir Fiche technique et Distribution.
Le Stratège ou Moneyball : L'art de gagner au Québec (Moneyball) est un drame américain réalisé par Bennett Miller, sorti en 2011. Il est basé sur l'histoire vraie de Billy Beane, directeur général des Athletics d'Oakland en 2002, dans sa tentative de création d'une équipe de baseball compétitive en Ligue majeure malgré les difficultés financières de la franchise. Il s'inspire par ailleurs de l'ouvrage éponyme de Michael Lewis. Le film est présenté au festival international du film de Toronto en 2011.

## Synopsis
Billy Beane est directeur général de l’équipe de baseball des Athletics d'Oakland. Avec son adjoint, Peter Brand, ils utilisent une approche statistique dite sabermétrique, après que les Athletics ont perdu trois joueurs importants pendant l'hiver de 2001-02 : Jason Giambi, Johnny Damon, et Jason Isringhausen. Les deux essayent de fonder une équipe compétitive malgré un budget très restreint par rapport aux grandes franchises des Ligues majeures de baseball.

## Fiche technique
- Titre original : Moneyball
- Titre français : Le Stratège
- Titre québécois : Moneyball: L'art de gagner
- Réalisation : Bennett Miller
- Scénario : Aaron Sorkin et Steven Zaillian, d'après le livre Moneyball: The Art of Winning an Unfair Game de Michael Lewis
- Décors : Jess Gonchor
- Costumes : Kasia Walicka-Maimone
- Photographie : Wally Pfister
- Montage : Christopher Tellefsen
- Musique : Mychael Danna
- Producteurs : Michael De Luca, Rachael Horovitz, Brad Pitt
- Sociétés de production : Columbia Pictures, Scott Rudin Productions et Michael De Luca Productions
- Sociétés de distribution : Columbia Pictures (États-Unis), Sony Pictures (France)
- Budget : environ 47 000 000 USD
- Pays de production :  États-Unis
- Langue originale : anglais
- Format : couleur — 35 mm / Digital Cinema Package — 1,85:1 — son Dolby Digital / DTS / SDDS
- Genre : comédie dramatique, film sportif, biopic
- Durée : 133 minutes
- Dates de sortie : 
  - États-Unis, Canada : 23 septembre 2011
  - France : 16 novembre 2011
- Classification :
  - États-Unis : PG-13
  - France : Tous publics (visa d'exploitation n°131338 délivré le 16 novembre 2011)

## Distribution

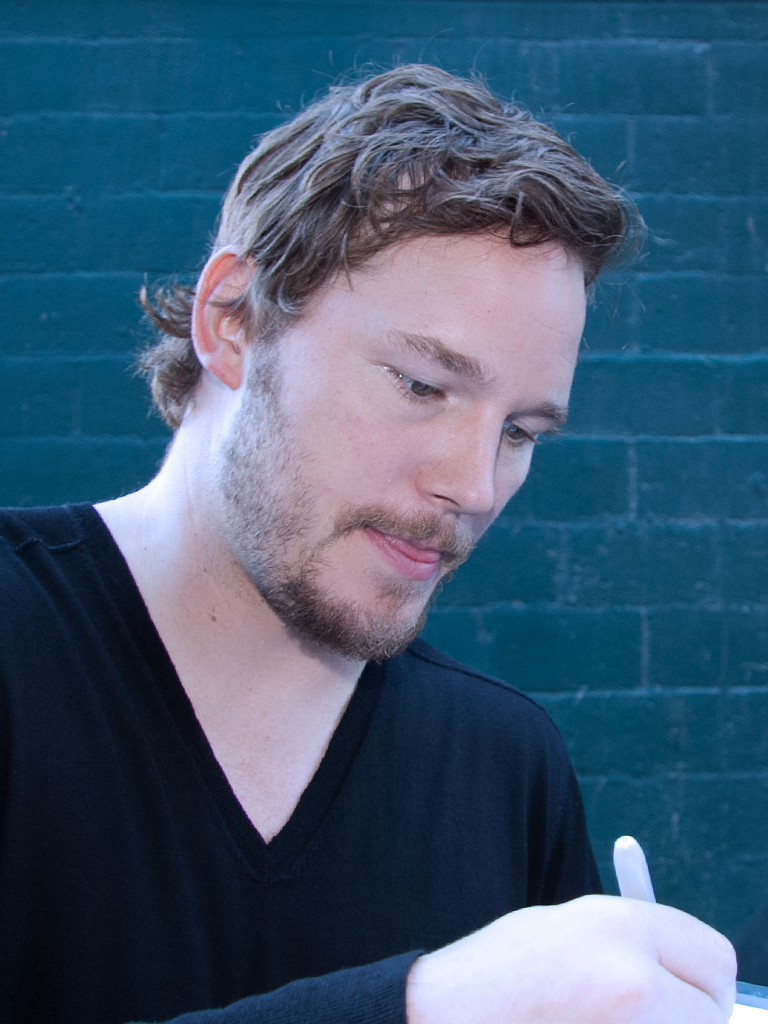
L'acteur Chris Pratt à la première du film au Festival du Film de Toronto 2011.

- Brad Pitt (VF : Jean-Pierre Michael ; VQ : Alain Zouvi) : Billy Beane, manager général des Oakland Athletics
- Jonah Hill (VF : Donald Reignoux ; VQ : Olivier Visentin) : Peter Brand (pseudonyme de Paul DePodesta (en)), assistant manager général de Billy Beane
- Philip Seymour Hoffman (VF : Gabriel Le Doze ; VQ : James Hyndman) : Art Howe, manager des Oakland Athletics
- Robin Wright (VF : Julie Dumas ; VQ : Anne Dorval) : Sharon
- Chris Pratt (VQ : Alexandre Fortin) : Scott Hatteberg, première base des A's
- Stephen Bishop (VF : Jean-Baptiste Anoumon ; VQ : Jean-François Blanchard) : David Justice, champ extérieur des A's
- Reed Diamond (VF : Nicolas Marié ; VQ : Jacques Lavallée) : Mark Shapiro
- Brent Jennings (VF : Jean-Paul Pitolin ; VQ : Sylvain Hétu) : Ron Washington
- Ken Medlock (VF : François Siener ; VQ : Stéphane Rivard) : Grady Fuson
- Tammy Blanchard : Elizabeth Hatteberg
- Jack McGee (VF : Sylvain Clément) : John Poloni
- Vyto Ruginis (VF : Luc Florian ; VQ : Éric Gaudry) : Pittaro
- Nick Searcy (VF : Christian Pélissier ; VQ : Yves Corbeil) : Matt Keough
- Glenn Morshower : Ron Hopkins
- Casey Bond (VF : Fabrice Fara) : Chad Bradford, lanceur des A's
- Nick Porrazzo (VF : Franck Lorrain) : Jeremy Giambi
- Kerris Dorsey : Casey Beane, la fille de Billy et de Sharon
- Arliss Howard (VF : Guy Chapellier) : John Henry
- Tom Gamboa (VF : Daniel Gall) : le coach Tom Martinez, ancien joueur de baseball
- Barry Moss (VF : Jean-Jacques Nervest) : Barry, ancien joueur de baseball
- Artie Harris (VF : Gérard Sergue) : Artie, ancien joueur de baseball
- Bob Bishop (VF : Vincent Grass) : Bob, ancien joueur de baseball
- George Vranau (VF : Philippe Dumond) : George, ancien joueur de baseball
- Phil Pote (VF : Richard Leblond) : Pote, ancien joueur de baseball
- James Shanklin (VF : Thierry Murzeau) : le père de Billy Beane
- Diane Behrens (VF : Anne Plumet) : la mère de Billy Beane
- Lisa Guerrero (VF : Anne Rondeleux) : la journaliste de TV36
- Michael James Faradie (VF : Philippe Crubézy) : Scott Boras (non crédité)
- Robert Kotick (VF : Mathieu Buscatto) : Steven Schott (non crédité)

 Source et légende : version française (VF) sur RS Doublage
 Source et légende : version québécoise (VQ) sur Doublage.qc.ca

## Production
Le script initial est écrit par Stan Chervin, peu après l'acquisition des droits du livre Moneyball: The Art of Winning an Unfair Game de Michael Lewis par Columbia Pictures. Brad Pitt rejoint le projet en 2007, alors que Stan Chervin le quitte. Un second script est alors signé par Steven Zaillian alors que David Frankel reprend le poste de réalisateur. Steven Soderbergh remplace finalement David Frankel quelques mois plus tard.
Le 19 juin 2009, quelques jours avant le début du tournage, Sony Pictures Entertainment met l'avenir du film en suspens. Le film requiert des éléments considérés comme non-traditionnels pour un film sportif tels que des interviews avec les vrais joueurs. Steven Soderbergh est donc renvoyé et remplacé par Bennett Miller. Le script est réécrit par Aaron Sorkin puis retravaillé par Steven Zaillian. Le rôle de Paul DePodesta, attribué d'abord à Demetri Martin, sera finalement joué par Jonah Hill.
Le tournage débute en juillet 2010 et le film sort dans les cinémas aux États-Unis le 23 septembre 2011.

## Distinctions principales
Sauf indication contraire, les informations mentionnées dans cette section peuvent être confirmées par la base de données cinématographiques IMDb,  présente dans la section « Liens externes ».

### Récompenses
- American Film Institute Awards 2011 : 10 meilleurs films de l'année
- African-American Film Critics Association Awards 2011 : 10 meilleurs films de l'année et meilleure chanson pour The Show
- BMI Film and TV Awards 2012 : meilleure musique de film pour Mychael Danna

### Nominations
- Oscars 2012
  - Meilleur film
  - Meilleur acteur pour Brad Pitt

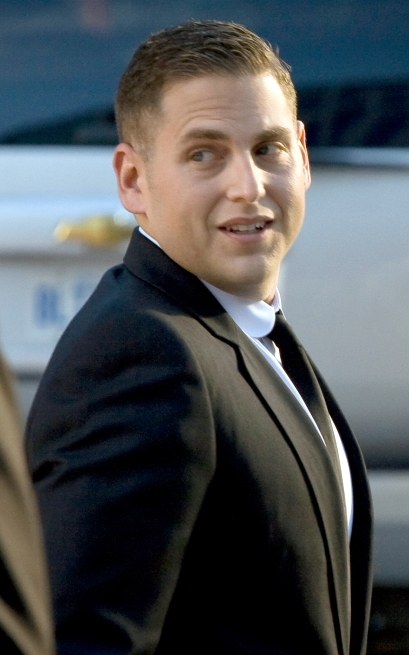
L'acteur Jonah Hill, révélation dramatique, pour la présentation du film au TIFF 2011.

  - Meilleur acteur dans un second rôle pour Jonah Hill
  - Meilleur scénario adapté
  - Meilleur montage
  - Meilleur mixage son
- Golden Globes 2012
  - Meilleur film dramatique
  - Meilleur acteur dans un film dramatique pour Brad Pitt
  - Meilleur acteur dans un second rôle pour Jonah Hill
  - Meilleur scénario
- BAFTA 2012
  - Meilleur acteur pour Brad Pitt
  - Meilleur acteur dans un second rôle pour Jonah Hill
  - Meilleur scénario adapté